# Chlum Svaté Maří
Chlum Svaté Maří (en allemand : Maria Kulm) est une commune du district de Sokolov, dans la région de Karlovy Vary, en République tchèque. Sa population s'élevait à 279 habitants en 2020.

## Géographie
Chlum Svaté Maří se trouve à 10 km à l'ouest-sud-ouest du centre de Sokolov, à 26 km à l'ouest-sud-ouest de Karlovy Vary et à 137 km à l'ouest de Prague.
La commune est limitée par Habartov au nord, par Bukovany à l'est, par Dasnice au sud-est, par Kynšperk nad Ohří au sud et par Kaceřov à l'ouest.

## Histoire
La première mention écrite de la localité date de 1341.